# Wheeler (musikgrupp)
Wheeler var en svensk pop- och rockduo bestående av Eddie Wheeler, pseudonym för Edward Adolfsson, född 1982, på sång och gitarr och Hank Wheeler (Henrik Nordahl), född 1985, på gitarr och körsång.

## Historia
Grunderna till bandet Wheeler lades under år 2000 i Sävedalen, en förort till Göteborg. Med musiken som gemensamt intresse började Eddie och Hank spela musik tillsammans och så småningom började egenkomponerade låtar växa fram.

## Eddie Wheeler
Utan varken skiv- eller promotionbolag i ryggen avverkade Eddie på egen hand över 200 spelningar i bland annat Skandinavien, England, USA, Australien samt Nya Zeeland. Under 2005 följde SVT:s program Raggadish med Eddie på en turné i England vilket gjorde att efterfrågan på Eddie som person och musiker steg märkbart. Under 2008 blev Hank medlem, och bandet bytte namn till Wheeler.

## Musiken
Karakteristiskt för Wheeler är de ärliga texterna som präglas av Eddies livssituation och funktionsnedsättning som rullstolsburen sedan födseln. Låtarna är enkla och rakt på sak, eller som Eddie säger, ”När livet hänger på en verkligt tunn tråd finns det inte någon tid att bara skriva vackra kärleksballader”.

## Diskografi

### Album
- 2011 – Wheeler

### Singlar
- "Allt för dig"[7][8] Singeln släpptes aldrig officiellt, endast som PR till media.